# Radiodiffusion télévision ivoirienne
Cet article concerne l'entreprise. Pour la chaîne de télévision, voir RTI 1.
 (novembre 2024).
 (novembre 2024).
Si vous disposez d'ouvrages ou d'articles de référence ou si vous connaissez des sites web de qualité traitant du thème abordé ici, merci de compléter l'article en donnant les références utiles à sa vérifiabilité et en les liant à la section « Notes et références ».

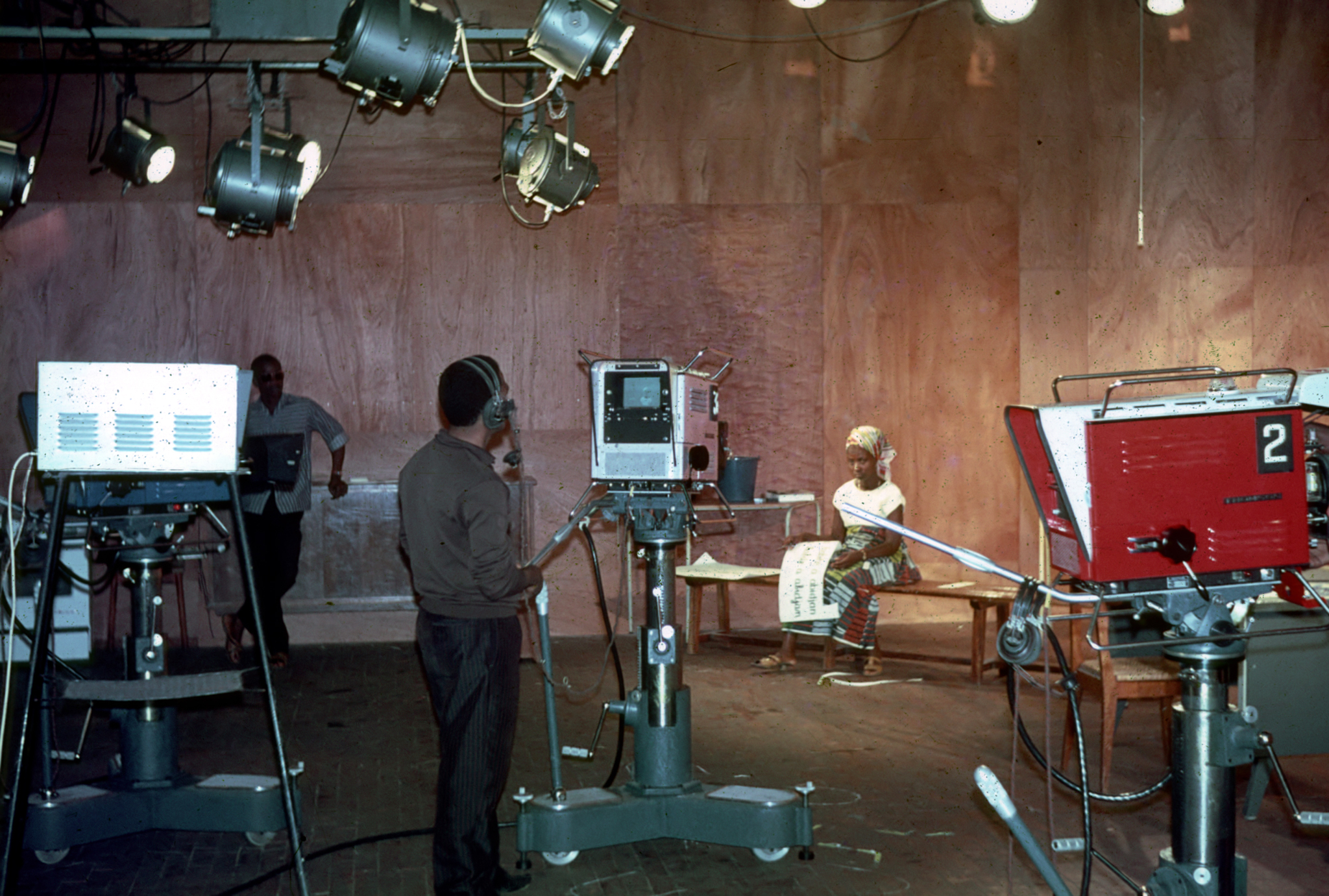

La Radiodiffusion télévision ivoirienne (RTI) est un groupe ivoirien de télévision et de radio créé le 26 octobre 1962, et dont le capital est exclusivement détenu par l’État ivoirien. Il s'agit d'un média de service public financé par la redevance, la publicité et des subventions de l'État. Son conseil d'administration est composé de personnalités désignées par le président de la République, des ministres et des personnes issues de la société civile. Fausséni Dembélé a été le Directeur Général de 2019 à 2024. Il a été remplacé par Jean Martial Adou nommé le 11 juillet 2024. Celui-ci promet de donner un nouveau souffre à la Radiodiffusion Télévision Ivoirienne.

## Histoire

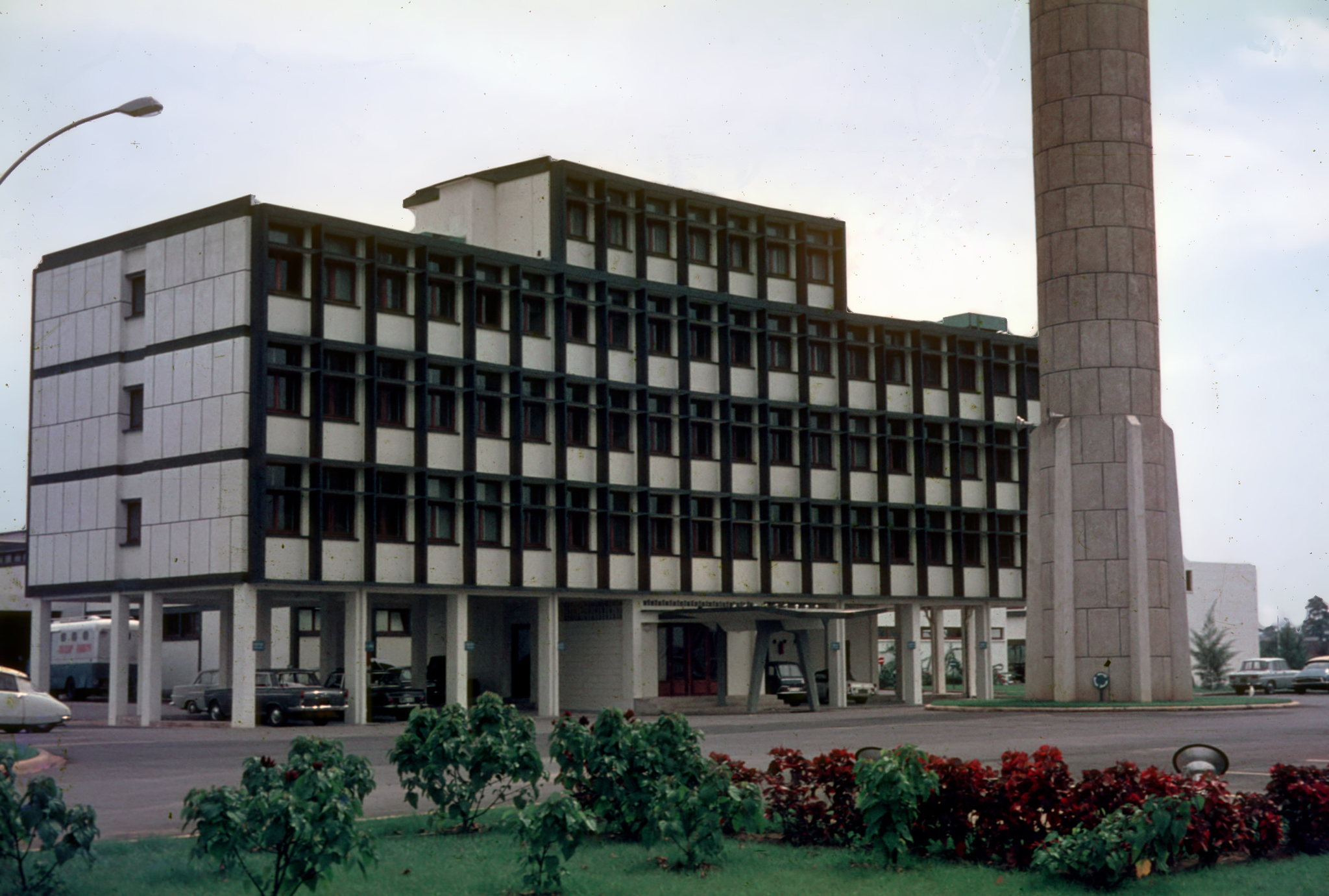
En 1965, bâtiments de la RTI.

Le Groupe RTI est une société anonyme ivoirienne au capital de six milliards de francs CFA, créée le 26 octobre 1962. Il s'agit d'un organisme public de conception de contenus radiophonique et audiovisuel, financée par la redevance, la publicité et des subventions de l'État. Placée sous la tutelle du ministère de la Communication, la RTI a un conseil d'administration présidé par Aka Sayé Lazare. Le journaliste Fausséni Dembélé a dirigé de 2019 à 2024. L'actuel Directeur Général Jean-Martial Adou a pris les rênes le 11 juillet 2024.
Née de la volonté du Président de la République Félix Houphouët-Boigny (1960 -1993), qui voulait en faire un instrument de développement au service des populations, la RTI ne diffusait à l'origine que 5 h 30 min d'émissions radio hebdomadaires. Elle ne disposait que d'un seul émetteur de 10 kW installé à Abidjan, dans la commune d'Abobo, et d'un studio de 47 m2 dans la commune du Plateau, siège actuel.
C'est quatre années plus tard, le 4 août 1966 qu'est inaugurée la Maison de la Télévision à Cocody dotée de deux studios de 100 m2 et 400 m2 et de matériel technique de pointe de l'époque.
En 1973, la télévision passe à la couleur. L'effort de couverture du territoire, entrepris sept ans plus tôt, se concrétise avec l'ouverture d'une antenne du journal télévisé en 1973 à Bouaké, dans le centre du pays, qui est transformée en station régionale en 1980. Cette couverture du territoire national se termine en 1988 avec l'inauguration de l'émetteur de Dabakala.
À la suite du lancement d'une seconde chaîne de télévision, Canal 2, le 9 décembre 1983, l'ancienne unique chaîne de télévision de la RTI est rebaptisée La Première.
Lors de la Crise ivoirienne de 2010-2011, la chaîne interrompt brièvement sa diffusion du 31 mars au 1er avril et de nouveau du 4 au 8 avril 2011, à la suite d'attaques des Forces nouvelles de Côte d'Ivoire, des bombardements de l'ONUCI et de la Force Licorne alliés au président reconnu par la communauté internationale, Alassane Ouattara. Lui-même a créé une chaîne de télévision nommée Télévision Côte d'Ivoire (TCI) ayant commencé à émettre le 22 janvier 2011.
Après avoir diffusé les émissions de la TCI depuis le 11 avril 2011, le 9 août 2011, la chaîne est de nouveau diffusée avec le logo RTI1 en ayant intégré les équipes de TCI à son personnel. La programmation de celle-ci est généraliste et institutionnelle et diffère donc de RTI 2 qui propose des programmes axés sur le divertissement.
En août 2011, à l'occasion du changement de logo, le slogan de la chaîne devient « La chaîne qui rassemble ». Le précédent slogan était « La chaîne des grands événements ».

## Activités
La Radiodiffusion télévision ivoirienne est une entreprise responsable du service public des médias. Elle dispose de trois chaînes de télévision, trois chaînes de radio et des supports digitaux (site web, applications mobiles et réseaux sociaux).
Ses activités sont :
- la diffusion et la retransmission ;
- la production audiovisuelle ;
- la distribution et la commercialisation de contenus ;
- le développement de nouveaux supports et nouveaux formats de contenus ;
- la commercialisation d'espaces publicitaires.

### Radio
- Radio Côte d'Ivoire : la radio connaît depuis novembre 1991 de profondes mutations pour mieux s’adapter à un environnement très concurrentiel. Elle diffuse 24 heures sur 24 sur l’ensemble de son réseau, 280 heures de programmes par semaine. C’est une chaîne généraliste à vocation nationale et régionale. Elle ouvre son antenne à tous les genres de programmes. Elle accorde également une place de choix aux informations régionales et en langues nationales ainsi qu’aux émissions religieuses et de services. Depuis peu, elle se veut la radio « première sur l'Information et le Sport ».
- Fréquence 2 : chaîne thématique de loisirs, de distractions et de détente, Fréquence 2 émet 147 heures d’émissions hebdomadaires. Fréquence 2, Fréquence Jeunes a pour cibles essentielles la jeunesse, la femme et l’enfant et s’est dotée d’une grille de programmes proche de la culture et de la société ivoirienne. Fréquence 2 fait de la couverture des évènements culturels son cheval de bataille. Elle dispose d'une application mobile pour Android et iOS.

### Télévision
- RTI 1 : « La chaîne qui rassemble ». Chaîne généraliste à vocation nationale et régionale, RTI 1 est diffusée par satellite sur l’ensemble du territoire et par faisceaux hertziens à Abidjan. RTI 1 couvre près de 75 % du territoire national et émet à partir de vingt-cinq émetteurs TV repartis sur le territoire national. RTI 1, c’est vingt et une heures de programmes journaliers avec un éventail de genres. Trois grandes éditions de journaux télévisés sont à distinguer : 13 h, 20 h et 23 h. À celles-ci s’ajoutent deux flashs quotidiens à 13 h et 18 h. En termes d’audience, RTI 1 occupe une bonne place avec 1 704 760 téléspectateurs par jour selon un sondage en 2012 de TNS Sofres.
- RTI 2 : « Un autre regard ». RTI 2 est une chaîne mini-généraliste qui couvrait environ 150 kilomètres dans le rayon de la capitale ivoirienne Abidjan. Depuis le début de l’année 2014, la zone de couverture de RTI2 s’est étendue peu à peu à tout le territoire national. Aujourd’hui de l’est à l’ouest et du nord au centre, nous retrouvons RTI 2 par réseau hertzien. Chaîne à vocation culturelle, RTI 2 est la vitrine des valeurs traditionnelles, des faits de société et des préoccupations quotidiennes des Ivoiriens et principalement des jeunes et des femmes. La chaîne est quotidiennement alimentée par divers programmes composés des éditions du journal, de documentaires, de fictions et de productions nationales. Le journal télévisé comporte deux éditions d’une durée de quinze minutes chacune : 12 h 30, 19 h 30, auxquelles il faut ajouter le JT en images de 6 h 30 et deux flashs d’information, trente minutes avant les deux éditions susmentionnées. Depuis avril 2013, la chaîne RTI 2 est reçue par satellite à l'étranger grâce à un partenariat entre Canal Satellite et le Groupe RTI.
- RTI Bouaké : La chaîne de la nouvelle vision RTI Bouaké (Radio Bouaké et TV Bouaké dont les activités avaient été interrompues en 2002) a recommencé à émettre depuis le 29 décembre 2011. Pour une question de célérité, cette station régionale est souvent sollicitée pour effectuer des reportages d’intérêt national qu’elle traite et met ensuite à la disposition des chaînes basées à Abidjan.

### RTI Distribution
La RTI aborde une autre étape de la filière télévisuelle et cinématographique avec en aval la production et la coproduction sur des projets de réalisateurs ivoiriens et en amont l'exploitation des programmes nationaux sur les chaînes étrangères.
RTI Distribution est une plateforme de distribution internationale qui a pour objectif de valoriser en Côte d’Ivoire et à l’étranger, les productions propres du groupe RTI, ainsi que celles produites par des producteurs indépendants. Cette plateforme permettra à la RTI d’assurer sa présence sur les salons et les marchés internationaux avec des programmes nationaux de qualité.
Dans cette position de fournisseur de contenus, RTI Distribution se lancera sur le marché des programmes d’abord avec des programmes de fiction ivoirienne, avant de diversifier son offre avec des documentaires, des courts et longs- métrages…   
Elle a coproduit plusieurs séries avec des structures ivoiriennes et africaines :
- Sœurs ennemies ;
- Rêves sans faim ;
- Blog ;
- 20, 30, 40 ;
- National Security.

### RTI Info, l'offre d'information 100% numérique
En novembre 2017, le groupe de médias de service public a lancé son offre d'information sur le numérique (Web web, Application, Facebook, Twitter, Instagram), RTI Info, dans le but de compléter l'offre d'information existante. Perçue comme une alternative face à la rigidité de l'information institutionnelle des chaînes classiques (TV et radio), elle fédère l'ensemble des pôles d'information du groupe pour une plus grande flexibilité et réactivité face à la montée en puissance des réseaux sociaux. En six mois, cette marque-média est devenue la référence en matière d'information. Une offre éditoriale à la fois riche et moins institutionnelle avec de nouveaux formats de contenus :
- des contenus tv et radio re-éditorialisé ;
- un reformatage des contenus d’information tv & radio ;
- des contenus propres adaptés au digital.

C’est une offre unique regroupant les contenus d’information des chaînes de RTI 1, RTI 2, Radio Côte d’Ivoire et RTI Bouaké sous une marque unique et une promesse éditoriale avec priorité à l’information en continu et au participatif.

#### Les vérificateursou Les vérificateurs de l'info
Désormais, l’internaute est mis à profit dans la production de l’information grâce au crowdsourcing. Une communauté composée de citoyens et des journalistes de la RTI coproduisent l’information pour plus de fiabilité. Les journalistes en dernier ressort vérifient et certifient l’information pour plus de pertinence. C'est avant tout une lucarne de fact-checking pour aller plus loin et lutter contre les fake news.

### Recevoir les chaînes de la Radiodiffusion Télévision ivoirienne

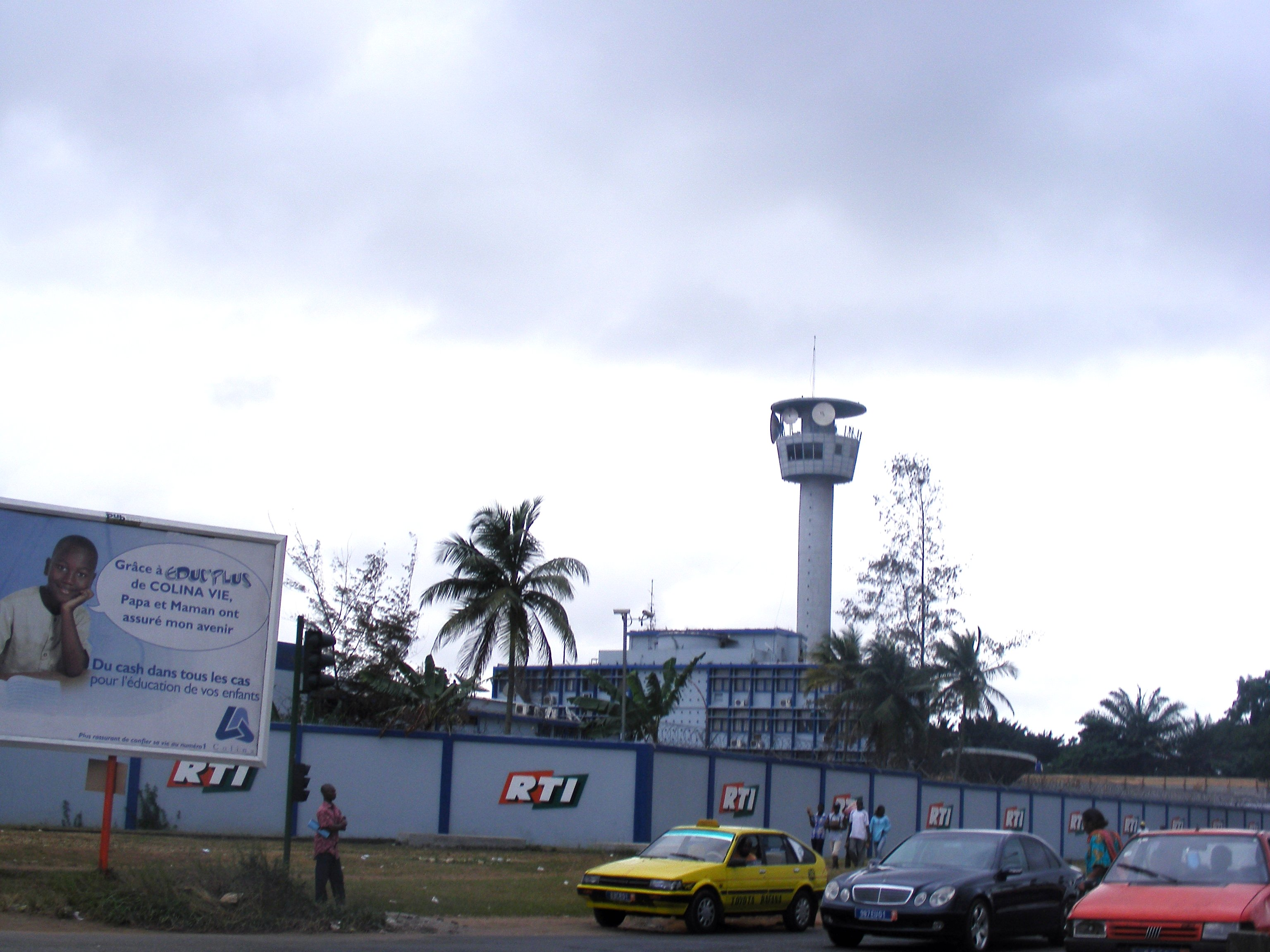
Bâtiment de la RTI à Abidjan.

Les populations du Nord de la Côte d'Ivoire pourront recevoir la RTI. Depuis la crise de 2002-2007, le Nord ne percevait que le journal télévisé de la première, les autres programmes étaient verrouillés. Le nécessaire est entrepris pour couvrir la totalité de la Côte d'Ivoire en radiodiffusion sonore et télévisuelle numérique.
En octobre 2018, la Haute autorité de la communication audiovisuelle (HACA) a attribué des numéros de fréquence aux chaînes publiques et privées. Les chaines publiques, RTI 1, RTI 2 et RTI 3, ont obtenu les numéros 1, 2 et 3, tandis que la Nouvelle chaine ivoirienne (NCI) s’est vu attribuer le numéro 4, le numéro 5 à A+ Ivoire du groupe français Canal+, suivi de Life TV du groupe M6 (numéro 6), et Infos 7, une chaîne d’informations (numéro 7).

### Internationalisation
Radio Côte d'Ivoire, Fréquence 2 et RTI 1 s'internationalisent, ces derniers sont présents sur le bouquet Canalsat Horizons et sont disponibles dans le monde par satellite et câble. Les chaînes sont aussi disponibles en direct dans le monde par Internet depuis le site officiel du groupe audiovisuel.

## Identité visuelle

Logos de RTI
Jusqu'en avril 2011
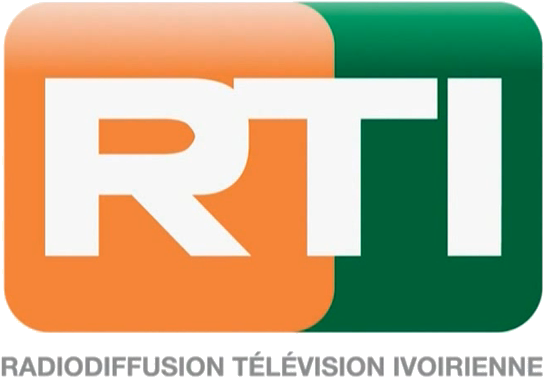
Jusqu'en 2021
Depuis 2021
Pour la filiale de distribution de productions ivoiriennes
WebTV du groupe[pertinence contestée]
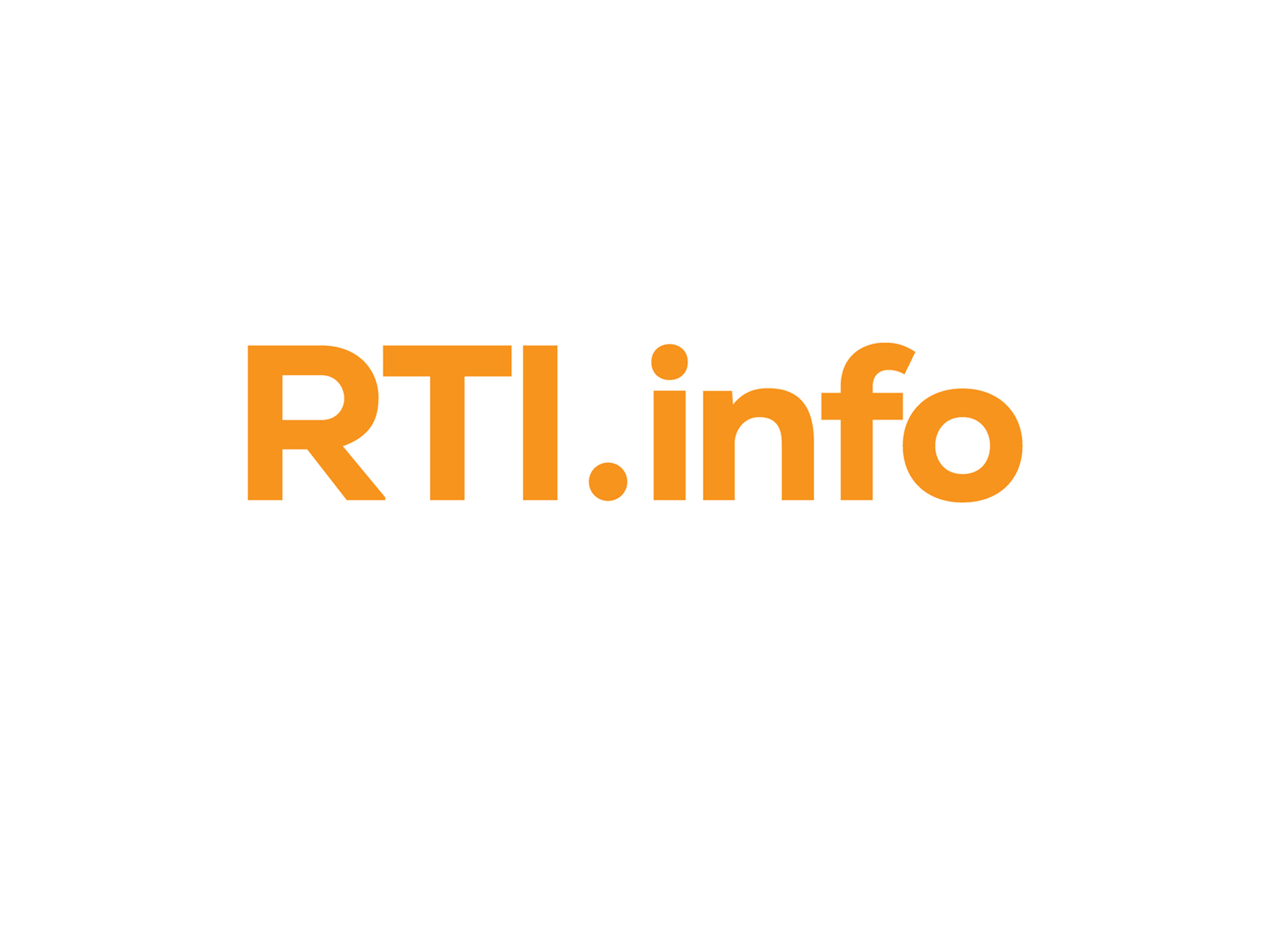
Logo officiel de RTI Info

## Quelques journalistes importants
- Anaconda
- Lacinan Ouattara[1]
- Joseph DIOMANDE
- Ben SOUMAHORO